# Castell de Sant Martí Sarroca
El Castell de Sant Martí Sarroca, anomenat també Castell dels Santmartí, és un castell del segle x situat al cim del turó de la Roca, a Sant Martí Sarroca, l'Alt Penedès. Conjuntament amb l'església de Santa Maria formen l'anomenat Conjunt monumental de la Roca. Ambdós edificis estan catalogats com monument històric artístic d'interès nacional i formen part del museu municipal.

## Història

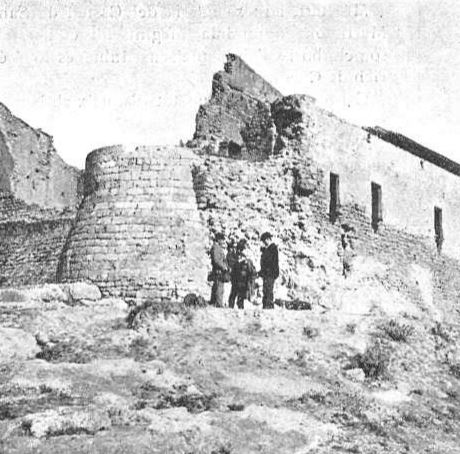
Any 1906

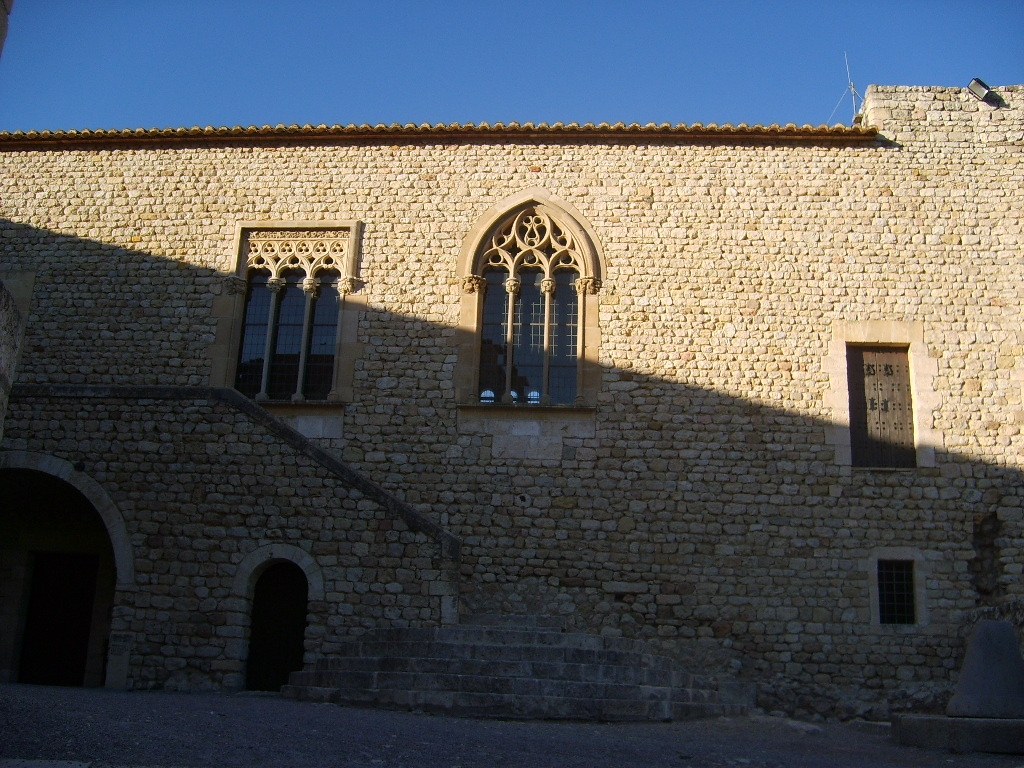
Façana del castell

Possiblement fou conquerit als musulmans per Galí de Santmartí, qui fou nomenat governador de les fronteres del Penedès i vicari del castell de Sant Martí Sarroca. El seu fill Guillem, ja al segle xi, va iniciar l'ampliació del castell. Guillem es casà amb Adelaida de la família vescomtal de Barcelona. En morir aquesta i el seu fill Bernat, tot el patrimoni passà a la seva filla Dispòsia, muller de Mir Geribert d'Olèrdola. Va ser reforçat com a fortificació militar per Mir Geribert, autonomenat Príncep d'Olèrdola, i emparentat amb els Santmartí. L'any 1023, el castell, "castri Sancti Martini", limitava amb el terme de Castellví de la Marca. Mir Geribert morí el 1060, deixant com usufructuària a la seva segona muller Guilla de Besora i llegant els castells de Sant Martí i d'Olèrdola al seu fill Gombau. El castell va ser heretat per Arnau Mir, que rebria el sobrenom “de Sant Martí” i era el germà menor de Gombau. Entre 1076 i 1082, Arnau Mir jurà fidelitat al comte Ramon Berenguer II pels castells d'Olèrdola i Eramprunyà, i fou governador del Penedès. En el segle xii es construí l'església del castell, Santa Maria, després parroquial, damunt d'un edifici religiós anterior del segle x, i al castell es van fer altes muralles i s'hi van construir estances nobles. Arnau va ser succeït pel seu fill Jordà de Santmartí que reedificà part del castell i que alhora fou succeït pel seu fill Guillem.
Els Santmartí van viure l'època de màxima esplendor a principis del segle xiii, quan posseïen també els castells de Subirats, Olèrdola, Eramprunyà, Falset i Móra. L'any 1247, el senyor del castell era Ferrer de Sant Martí, que el va constituir en feu.
A mitjan segle xiii, amb l'extinció de la línia dels Santmartí, el castell passà per unió matrimonial als Entença. L'any 1339, n'era senyor Berenguer de Vilaragut i l'any 1343 n'era senyor Bernat Guillem d'Entença. Deu anys més tard el castell era venut als senyors de Font-rubí. En temps de Pere el Cerimoniós (1360), va pertànyer a la Casa de Barcelona, i l'any 1376 n'era senyor l'infant Martí d'Aragó, futur rei Martí l'Humà i fill de la reina Elionor. El 1381 va vendre el castell i el seu terme a Bernat de Fortià, germà de Sibil·la de Fortià, quarta dona de Pere el Cerimoniós. L'ascens de Sibil·la fins a convertir-se en muller del rei Pere li causà moltes enemistats. Amb el rei malalt de mort (1386-87), Sibil·la va témer la represàlia dels seus fillastres Joan I i Martí, i de Violant de Bar, esposa del primer, i va optar per abandonar la cort per anar a Sitges i després es refugià al castell de Sant Martí Sarroca. Aquests ordenaren la seva persecució i aconseguiren assetjar-la al mateix castell. Sense resistència, la reina vídua s'entregà a les forces de l'infant Martí i de la nova parella reial el 7 de gener de 1387, i va salvar la seva vida a canvi de retirar-se de la cort.
Posteriorment el castell passà al llinatge dels Cervelló, senyors de Montagut i de Querol (després de la Llacuna), i fou heretat per Guerau de Rocabertí. Vers el 1481, per pagar uns deutes, va ser adquirit en subhasta pública per la Pia Almoina de la catedral de Barcelona, que hi tenia drets des del segle anterior i que en tingué el mer i mixt imperi i que el va senyorejar fins al 1837.
A principis del segle xviii el castell tornà a tenir ús militar durant la Guerra de Successió i fou un dels últims nuclis de resistència a les tropes de Felip V d'Espanya, juntament amb el Castell de Cardona. Es va rendir el 18 de setembre de 1714, una setmana després que Barcelona i els seus defensors van ser perseguits fins a Sant Quintí de Mediona i morts en ser trobats allà. El 1782, el castell va tornar a fortificar-se.

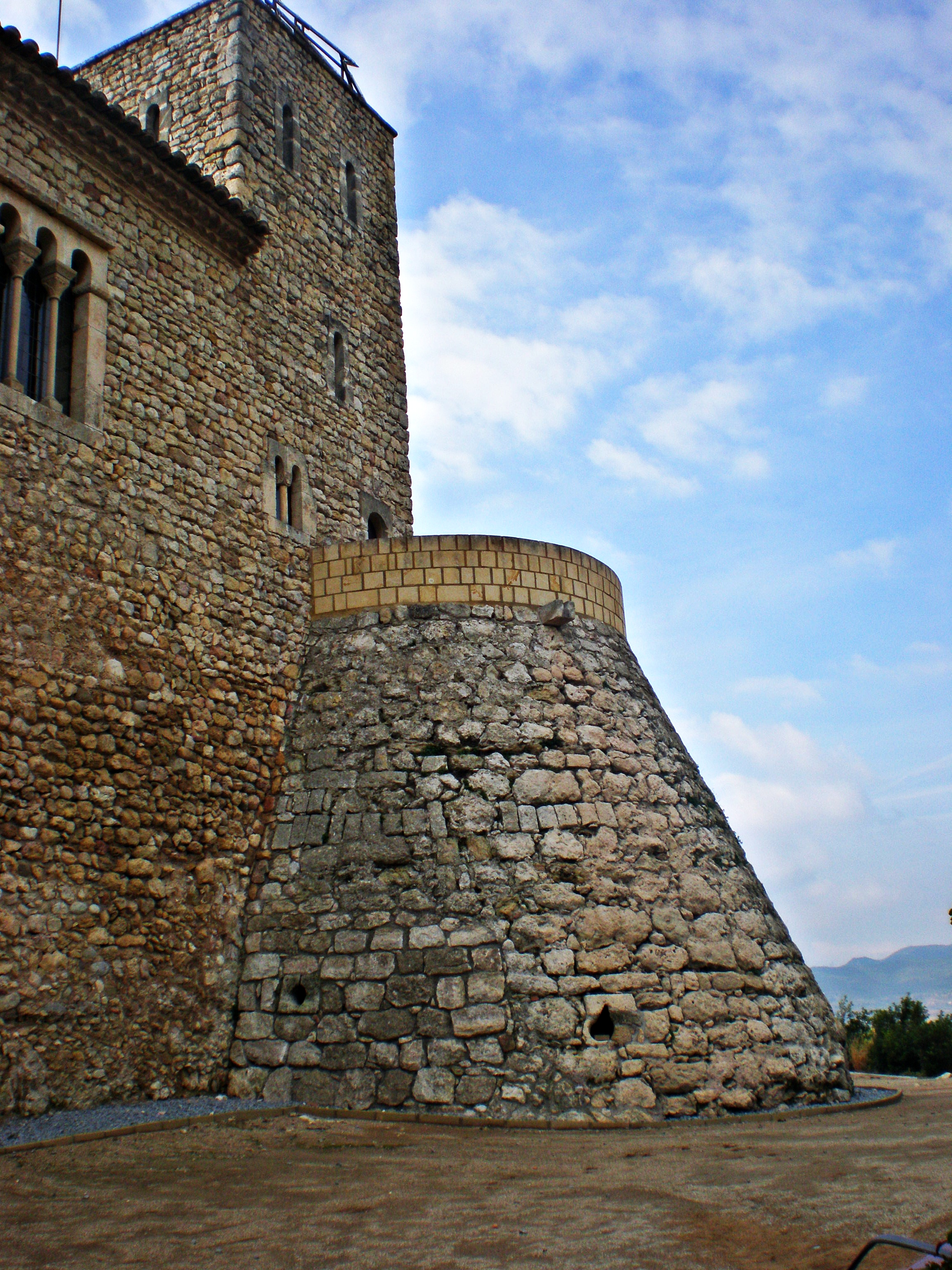
Castell de Sant Martí Sarroca (octubre 2009)

Amb la desamortització es va accelerar la degradació de l'edifici, que sovint va ser utilitzat com a proveïdor de materials per a la construcció de noves cases del poble. Durant la Primera Guerra Carlina (1833-1840) i la guerra civil de 1872 el poble fou fortificat i l'església destinada a caserna, maltractada i profanada i el castell fou incendiat i quedà convertit en un munt de ruïnes. L'any 1933, les seves pedres van servir per construir el pont de can Rabell. La decadència del castell continuà fins a mitjan segle xx, quan una iniciativa popular va promoure la rehabilitació del conjunt. El 1963 Pepet Teixidor i Lluís Pujadó iniciaren la reconstrucció del castell sota la direcció del Servei de Conservació de Monuments de la Diputació de Barcelona.
S'ha enderrocat una part del Castell per recuperar una de les façanes. De l'estructura del castell s'ha reedificat la part formada per les estances nobles, que formen un pati interior amb forma trapezoïdal. A la planta baixa hi ha les Quadres, sala que manté l'estructura original del segle xi. Les antigues cuines del castell ocupen tres sales de la planta baixa. La sala gòtica evoca l'antic menjador, originàriament romànic. La sala de ponent està restaurada amb estil renaixement. A l'ala sud, la primera planta antigament allotjava les habitacions o dormitoris i les finestres conserven seients festejadors. La planta baixa hi havia l'antic celler de vi, d'estil romànic.

## Museu
El castell acull actualment diverses col·leccions arqueològiques i etnològiques. A les sales de la Cuina, hi destaca un monument funerari ibèric (segles III-II aC), conegut com a Venus del Penedès, un cap de dona de pedra (segle I aC), i unes làpides sepulcrals romanes. Cal mencionar una sopera morisca de ceràmica de Manises del segle xiv, decorada per fora i per dins, peça considerada única, que fou trobada durant la restauració de l'església feta el 1906. També es pot veure una taula anomenada El Cavaller Lleó, de tècnica de grisalla renaixentista.
Des de l'any 1988 inclou una col·lecció d'eines del camp, fruit de donacions de famílies del poble, exposades a les antigues quadres del recinte.